# Maní (Meksyk)
Maní – miasto w Meksyku, w stanie Jukatan, położone około 70 km na południe od Méridy, siedziba administracyjna gminy Maní. W 2010 roku liczyło 4146 mieszkańców. 
W mieście znajdują się pozostałości po wzniesionym w latach 1548-1557 franciszkańskim klasztorze św. Michała Archanioła, w tym kościół.
12 lipca 1562 w mieście zorganizowana została ceremonia auto-da-fé pod przewodnictwem Diego de Landy, podczas której dokonano zniszczenia znacznej części dorobku kultury Majów. Spalonych mogło zostać wówczas nawet 40 ksiąg oraz do 20 000 idoli i innych przedmiotów.